# Жилбер Коен-Сеа
Жилбер Коен-Сеа (фр. Gilbert Cohen-Seat; Сетиф у Алжиру 26. јул 1907 – Париз, 12. јун 1980) био је француски теоретичар филма, професор филозофије на Сорбони, утемељивач науке познате под називом филмологија и филмски продуцент. Такође је био покретач и директор часописа Revue internationale de filmologie (1947).

## Теорија филма
Жилбер Коен-Сеа је најпознатији по утемељењу филмологије, синтетичке дисциплине која филм проучава са становишта методологија и сазнања других наука: филозофије, психологије, социологије, психоанализе и сл. Данас бисмо то назвали интердисциплинарним приступом филму.
(Филмологија и филм / Filmologie et cinéma, 1948; Филмолошка перспектива / La Perpective filmologique, 1952)
- Полазна тачка сваког проучавања филма треба да буде однос између кинематографске и филмске чињенице;
- Филм је још у стадијуму визуелних ономатопеја и не може се узети као језик уколико се тај појам установљава у аналогији са говорним језиком;
- Филмска слика не саопштава мисао, већ нуди материју мисли;

Она је постплатонска сестра мита која се директно не обраћа ни самој интелигенцији ни самој сензибилности, већ као филмска чињеница представља јединицу чисте уметности у бергсоновском смислу.
(Оглед о начелима једне филозофије филма / Essai sur les principes d'une philosophie du cinéma, 1946; Филмско излагање / Le Discours filmique, 1949)
Коен-Сеа је покренуо многа теоријска питања којима ће се касније бавити семиолошка школа, али се не може сматрати њеном претечом, јер има негативан став према третирању филма као језичке појаве.

## Филмски продуцент
Био је продуцент више филмова, а неки од њих су:
- Classe enfantine (1945)
- Lady Chatterley's Lover (1955)
- His Father's Portrait (1953)[4]